# Vazzola
Vazzola une commune italienne d'environ 6 750 habitants située dans la province de Trévise dans la région Vénétie, dans le nord-est de l'Italie.

## Administration
| Période                                  | Période | Identité | Étiquette | Qualité |
| ---------------------------------------- | ------- | -------- | --------- | ------- |
|                                          |         |          |           |         |
| Les données manquantes sont à compléter. |         |          |           |         |

### Hameaux
Visnà, Tezze di Piave

### Communes limitrophes
Cimadolmo, Codognè, Fontanelle (Italie), Mareno di Piave, San Polo di Piave

## Personnalités liées à Vazzola
- Mauro Da Dalto, coureur cycliste italien
- Giovanni Roma, coureur cycliste italien professionnel
- Flavio Vanzella, coureur cycliste italien